# Charles Grant (Politiker)

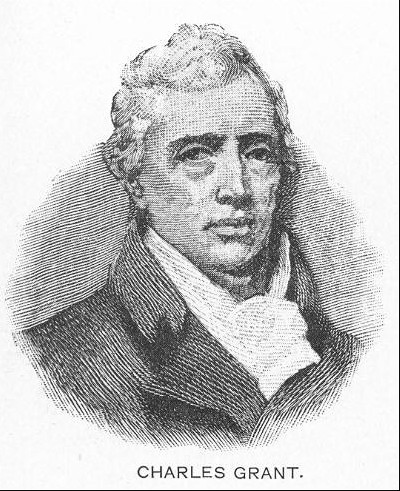
Charles Grant

Charles Grant (* 5.jul. / 16. April 1746greg. in Aldourie, Inverness-shire, Schottland; † 31. Oktober 1823 in London) war ein britischer (Handels-)Politiker evangelikaler Prägung, der sich stark für die protestantische Missionierung Britisch-Indiens einsetzte. Er verknüpfte nationalpolitische Inhalte mit christlich-humanitären und betonte die Regierungspflicht („good government“) der Briten in Indien, die durch die Britische Ostindien-Kompanie, eine Handelsgesellschaft (!), vertreten wurde. Er verlangte, die Politik der bis dahin offiziell vertretenen „Nicht-Einmischung“ aufzugeben.
Die Bedeutung der Person Charles Grant für die Missionierung Indiens wird in der Literatur meist marginalisiert und fällt oft hinter den Darstellungen einzelner in Indien agierender Missionsgesellschaften und seines Mitstreiters William Wilberforces, der sich für die Abschaffung des Sklavenhandels (1807) und schließlich der Sklaverei (1833) eingesetzt hatte, zurück.
Charles Grant starb im Alter von 77 Jahren in London. Charles Grants ältester Sohn, Charles, geboren in Indien, folgte dem Vater in die Politik und wurde als Baron Glenelg in den Adelsstand erhoben. Sein anderer Sohn, Robert, war Parlamentarier und wurde 1834 Gouverneur von Bombay (heute: Mumbai).

## Jugendzeit und Leben in Britisch-Indien
Grant entstammte einer altansässigen Familie aus Aldourie, Inverness-shire, Schottland. Er wurde an dem gleichen Tag geboren, als sein Vater, Alexander Grant, in der Schlacht bei Culloden starb, bei dem dieser auf Seiten der Jakobiten gegen englische Regierungstruppen gekämpft hatte. Er wuchs in armen Verhältnissen auf, ging sechs Jahre zur Schule und begann im Alter von dreizehn Jahren eine Lehre bei einem renommierten Kaufmann und Reeder. Durch Vermittlung eines Cousins arbeitete er ab 1763 für die Ostindien-Kompanie (East India Company) in London, wo er nach fünf Jahren den Entschluss fasste, von dort nach Indien zu gehen. 1786 erreichte er Kalkutta (heute: Kolkata), Bengalen. Dort gelang es ihm, innerhalb von acht Jahren zu einer einflussreichen und angesehenen Position aufzusteigen. Er war von 1780 bis 1787 Handelsresident in Malada in Nordostbengalen und kehrte 1790 von dort nach 22-jähriger Tätigkeit endgültig nach Großbritannien zurück, einige Zeit nachdem zwei seiner Kinder an Pocken erkrankt und gestorben waren. Nach dem Tod seiner Kinder hatte er sich verstärkt dem Glauben zugewandt und versucht auf seiner Indigoplantage eine private Mission als Modellversuch aufzubauen, deren Erfolg sich jedoch nicht einstellte. Dennoch hielt Grant nach seiner Rückkehr an diesem Gedanken fest, der sich dann in der Absicht, eine Indienmission unter dem offiziellen Patronat der Ostindien-Kompanie zu etablieren, präzisierte. Diese Forderung stand fraglos diametral zu der Grundposition der Ostindien-Kompanie, die ihre handelspolitischen Interessen nicht durch missionarische Tätigkeit erschwert oder beeinträchtigt wissen wollte.

## Engagement für die Öffnung Britisch-Indiens für die Mission
Grant hoffte, seine religiösen Überzeugungen in praktische Politik umsetzten zu können, denn er war während seiner indischen Laufbahn zum engsten Mitarbeiter und Berater von Lord Cornwallis, dem Generalgouverneur, aufgestiegen. Dieser empfahl ihn  als Fachmann in handelspolitischen Fragen den leitenden Gremien der Ostindien-Kompanie, worauf er kurze Zeit später in das Direktorium gewählt wurde und ab 1806 wechselnd den Vorsitz oder dessen Vertretung innehatte. Durch die Bedeutung seiner Position entwickelte sich Charles Grant zu einem der prominentesten Fürsprecher innerhalb der evangelikalen Bewegung („Evangelical Movements“), sowohl innerhalb der Ostindien-Kompanie als auch im britischen Parlament, wo er von 1802 bis 1818 den Wahlkreis Inverness-shire im House of Commons vertrat.
Grant hatte bereits 1792 einen Aufsatz mit dem Titel: Observations on the State of Society among the Asiatic Subjects of Great Britain, particularly with Respect to their Morals and Means of Improving It verfasst, um im Hinblick auf die Neuverhandlung der Indien-Charta 1793 die Frage einer Missionierung Indiens in die Verhandlungen einbringen zu können. An seiner Seite stand ihm der Parlamentarier William Wilberforce, der sich auch der Abschaffung des britischen Sklavenhandels angenommen hatte. In dem Aufsatz nimmt er eine Bestandsaufnahme der gegenwärtigen Beziehungen zu den indischen Eroberungen vor und erläutert die sozialpolitischen Motive seines Missionsgedankens. Acht Jahre zuvor hatte er öffentlich geäußert, dass die indische Gesellschaft einen universellen Nachholbedarf an ethischen Werten aufweise, und festgestellt, dass politische Reformen notwendigerweise mit moralischen einhergehen müssten. Schon 1787 hatte er mit anderen Befürwortern des Missionsgedankens ein Thesenpapier mit dem Titel: A Proposal for Establishing a Protestant Mission in Bengal and Bihar formuliert, hatte jedoch damit keine offene Zustimmung finden können. Diese erhoffte er sich nun 1793, doch auch diesmal wurde er enttäuscht, denn seine Observations fanden keine Berücksichtigung bei der Erneuerung der Charta der Ostindien-Kompanie und so setzten Grant und Wilberforce ihre Bemühungen daran, in den kommenden zwanzig Jahren, bis zur nächsten Erneuerung der Charta 1813, das gesellschaftliche Interesse für die Mission Indiens zu stärken.
Nach dem Fehlschlag der parlamentarischen Initiative blieb Britisch-Indien für Missionare so gut wie hermetisch abgeriegelt. Eine Ausnahme bildete die English Mission, die der Dänisch-Halleschen Mission assoziiert war und die 1800, ebenfalls auf einer dänischen Enklave, in der Nähe Kalkuttas begründete Baptistenmission William Careys. In den Jahren nach 1793 richtete sich das Interesse Grants und Wilberforces, die der sogenannten Clapham Sect angehörten, fast ausschließlich auf den Kampf um die Befreiung der Sklaven in den westindischen Kolonien und sie erzielten 1807 mit der Abschaffung des Sklavenhandels ihren bedeutendsten politischen Erfolg. Für die Abolitionskampagne hatten sie die Öffentlichkeit im Sinne ihrer Absichten wirkungsvoll mobilisiert, eine Taktik, die schließlich auch der Missionsbewegung zum Durchbruch verhelfen sollte.
Ab 1812, ein Jahr vor der Verabschiedung der Indien-Charta, machten sie ihre religiösen Überzeugungen gleichsam zu einem politischen Programm. Grant und Wilberforce lancierten ihre Interessen mit Hilfe von Massenkundgebungen und Unterschriftensammlungen und nutzten den Einfluss von Zeitschriften, Bibelvereinen sowie Missionsgesellschaften. Desgleichen wurde der Neudruck der Observations Grants veranlasst und dem Parlament vorgelegt.

## Politische Umsetzung der Missionsbefürwortung Grants
Schließlich wurde die Resolution am 22. Juni 1813 mit einer knappen Zweidrittelmehrheit vom Parlament angenommen und bedeutete den lang ersehnten Sieg für Grant. Die Gründe für die Verabschiedung des Antrags lagen zum einen an der massiven Öffentlichkeitsarbeit und zum anderen an den präziser formulierten Inhalten sowie Zugeständnissen, die sie gegenüber der Church of England gemacht hatten.
Der Erfolg, den die Clapham Sect bei der Neuverhandlung der Charta davongetragen hatte, war nicht nur von zentraler Bedeutung für die Evangelikalen überhaupt, sondern er war auch richtungsweisend für das künftige Selbstverständnis der britischen Herrschaft in Indien. Jedoch waren die Schritte, die die Regierung in Britisch-Indien zur Erfüllung der genannten Beschlüsse unternahm, sehr zögerlich. Die Politik blieb zunächst weiterhin vom Grundsatz der „Nicht-Einmischung“ beherrscht und auch die Anglikanische Kirche, die seit 1814 durch einen Bischof in Kalkutta vertreten war, zeigte keinerlei missionarische Ambitionen. Die Gründe dafür lagen zum einen daran, dass sich England 1813 immer noch im Krieg mit Frankreich befand, und zum anderen, dass es weitere fünf Jahre brauchte, bis Großbritannien die Dominanz über den Subkontinent erlangt hatte.
Ab 1820 bestimmte dann zunehmend der Liberalismus den Gang der britischen Indienpolitik und unter Lord William Bentinck fanden die Gedanken Grants und anderer Sozialreformer Aufnahme. Seine Observations waren bis 1820 in den evangelikalen Kreisen weit verbreitet und wurden als unentbehrliche und maßgebliche Autorität für die Einschätzung der kolonialen Neubesitzungen betrachtet und auch wenn sie nach 1832 nicht mehr neu gedruckt wurden, blieben sie doch eine wichtige Quelle für diejenigen, die über Indien und den vermeintlichen Hinduismus schrieben.

## Bedeutung der Mission und Folgen
Letztendlich jedoch erfüllte sich die Vision, die Grant für Indien gehabt hatte, nicht, denn das Land fand seine intellektuelle und religiöse Erneuerung nicht im Christentum, sondern antwortete auf diese Herausforderung durch Rückgriff auf die eigenen religiösen Traditionen. Ab der Hälfte des 19. Jahrhunderts stieg die Zahl der sogenannten neo-hinduistischen Reformbewegungen an, und obwohl einige dieser Gruppierungen auch universalistische Ansätze vertraten, die die Gleichheit aller Religionen hervorhoben, überwog doch die Tendenz, den Hinduismus zu „re-interpretieren“ und im Sinne eines nationalistischen Traditionalismus zu politisieren. Dieses Fundament nationaler Solidarität, getragen von Hindus, bot für die Muslime, bezogen auf einen pan-indischen Nationalismus und kolonialen Freiheitskampf, kaum Platz und trug bereits den Keim in sich, der 1947 in der Teilung Indiens aufging.